# De Sabijnse maagdenroof (Giambologna)
De Sabijnse maagdenroof of De roof van de Sabijnse (Italiaans: Ratto della Sabina) is een beeldengroep van de Zuid-Nederlandse renaissancekunstenaar Giambologna in de Loggia dei Lanzi te Florence. Het werk, voltooid in 1582, is een hoogtepunt van het maniërisme. De drie figuren zijn op zodanige wijze verstrengeld dat ze vanuit elke mogelijke hoek een interessante aanblik bieden. Het was het eerste standbeeld dat op die manier was opgevat en het werd dan ook talloze malen gekopieerd.  

## Totstandkoming
Bij zijn aantreden in 1574 had groothertog Francesco I de' Medici een maandloon van 25 scudi toegekend aan Giambologna, waarmee hij zijn best betaalde hofkunstenaar was geworden. Het idee voor een groep met een man die een vrouw ontvoert, ontstond in 1579. In zijn eerste gedaante was het een brons met twee figuren (bewaard in het Museo di Capodimonte van Napels).
Voor een groep in marmer was deze configuratie niet stabiel genoeg, wat Giambologna oploste door een knielende figuur toe te voegen. Zijn denkproces is te volgen dankzij de twee wassen studies die bewaard zijn in het Victoria and Albert Museum: de oude man is los toegevoegd tussen de benen van de Romein. Zeer waarschijnlijk voerde hij in 1579 ook al het aarden model van de groep met drie figuren uit. Het finale kleimodel op ware grootte wordt gedateerd in 1582 en bevindt zich in de Galleria dell'Accademia. Het is werkelijk zeldzaam dat dit stadium van de voorbereiding bewaard is. Er zijn weinig renaissancebeelden waarvan het ontstaan visueel zo goed te volgen is als de Sabijnse maagdenroof.
Dankzij Filippo Baldinucci kennen we de persoon die model stond voor de gespierde Romein: het was de jonge edelman Bartolomeo di Lionardo de' Ginori. Zijn reusachtige figuur werd door Giambologna geobserveerd tijdens de zondagsmis en hij ging akkoord om te poseren.
Het marmerblok was door Giambologna zorgvuldig geselecteerd om de groep er in één keer uit te kunnen houwen en zo zijn technisch meesterschap te bewijzen. Voor het ruwe houwen kreeg hij hulp van zijn assistent Pierre de Francqueville. Het werk was klaar tegen 1582, zoals blijkt uit het aangebrachte jaartal. Groothertog Francesco was er zo mee ingenomen dat hij het de plaats gaf vooraan onder de westelijke boog van de Loggia dei Lanzi, ten koste van Donatello's Judith en Holofernes. De Sabijnse maagdenroof werd onthuld op 14 januari 1583 en kreeg een overweldigende ontvangst (zie 'Weerklank'). De volgende maand maakte Giambologna van zijn succes gebruik om groothertog Francesco I en zijn echtgenote Bianca Capello schriftelijk te herinneren aan hun belofte om hem uit de armoede te halen. Het zou nog tot juli 1585 duren vooraleer zijn wens werd vervuld en Francesco hem een terrein met drie huizen schonk.
|                               |  |                                    |  |                                         |
| Tweefigurig brons 1579 Napels |  | Wassen studie ca. 1579-1580 Londen |  | Kleimodel op ware grootte 1582 Florence |

## Benaming en thema

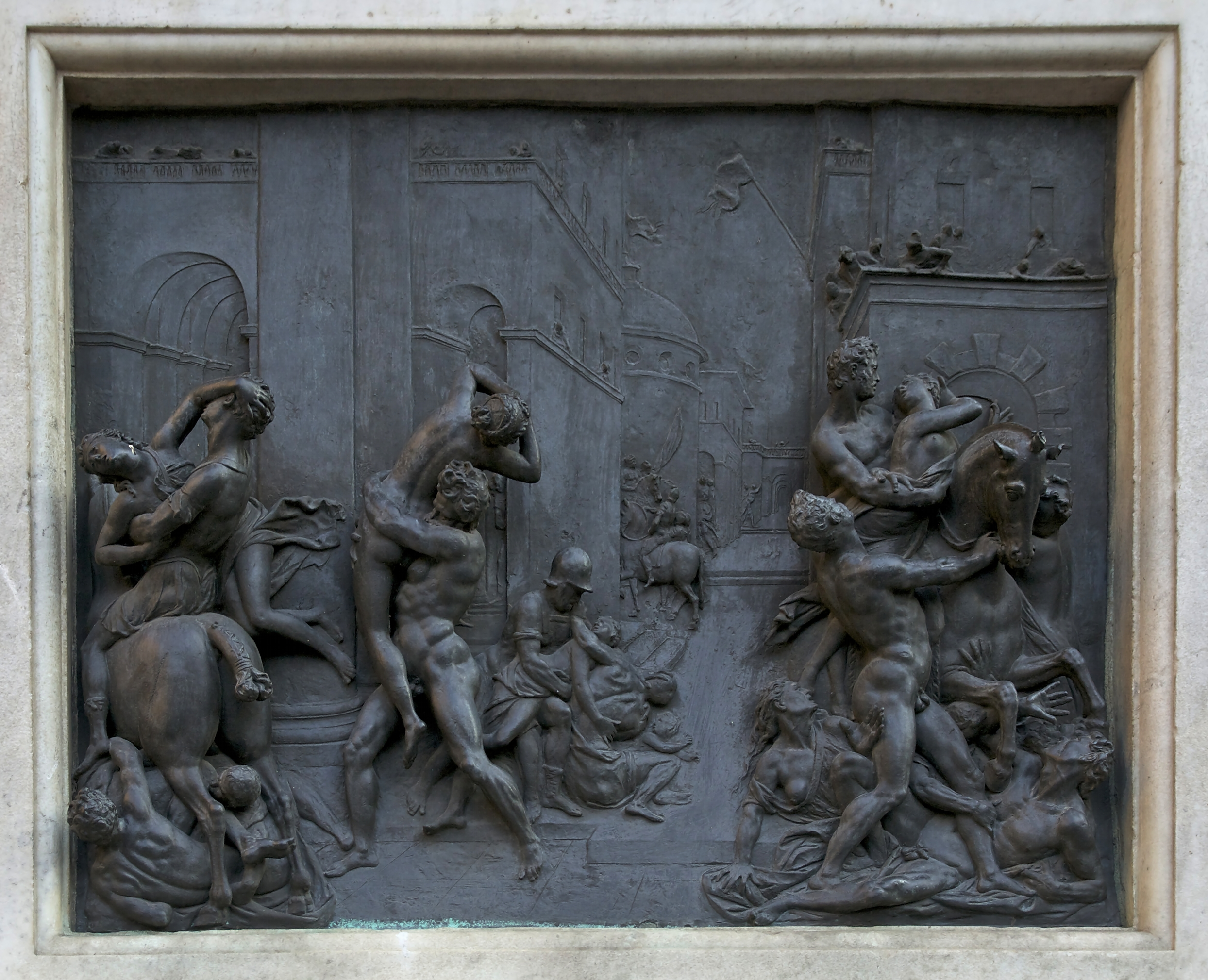
Bronzen sokkelreliëf

Lange tijd liet Giambologna de benaming van het werk in het midden. Over het Napelse brons had hij in 1579 aan hertog Ottavio Farnese geschreven dat het een ontvoering was die beschouwd kon worden als die van "Helena en misschien Proserpina, of een van de Sabijnsen". Hij voegde eraan toe dat hij het onderwerp had gekozen om ruimte te geven aan "de kennis en studie van de kunst". De marmeren ontvoeringsgroep die hij enkele jaren later voltooide, had blijkbaar initieel dezelfde veelduidigheid, maar eens in de openbare ruimte moest het thema worden gefixeerd. Dat is althans hoe Giambologna's vriend en bewonderaar Raffaello Borghini het vertelt in Il Riposo (1584). Op het ogenblik dat Francesco de' Medici besliste om de groep een plek te geven in de meest prominente en politieke ruimte van Florence, moest er een benaming worden gekozen. Giambologna zou getwijfeld hebben of hij de figuren moest duiden als de poging van Phineus om zijn verloofde Andromeda weg te voeren van haar huwelijk met Perseus, waarbij de oude man dan Cepheus zou voorstellen (Andromeda's vader en Phineus' broer). Borghini beweert dat hij tijdens een atelierbezoek persoonlijk aantoonde waarom Andromeda ongeschikt was en de Sabijnenroof beter bij het werk paste, meer bepaald het moment waarop de bende van Thalassius een schone Sabijnse wegvoert en haar ouders doet vluchten. Hij overtuigde Giambologna, maar blijkbaar was dit bij de onthulling nog niet bekend of niet zeker, want geen enkel van de tientallen lofdichten noemt de Sabijnen. Dit opmerkelijke gegeven sterkt Borghini's geloofwaardigheid. Om elke twijfel weg te nemen, verschafte Giambologna de context in een bronzen reliëf dat in 1584 op de sokkel werd bevestigd. 

## Voorstelling
Het thema van de Sabijnse maagdenroof (raptus) is beschreven bij Titus Livius (Ab Urbe condita I, 9, 1) en bij Ploutarchos (Leven van Romulus 15). Maar zoals hierboven aangetoond, was dit niet leidend bij de creatie. 
De compositie bestaat uit drie naakte figuren: een jonge man, een jonge vrouw en een oude man. De gespierde jongeling heeft de vrouw vastgegrepen en tilt moeiteloos haar bovenlichaam boven zijn schouders. Zijn hand drukt in het zachte vlees van haar bil. Dramatisch werpt ze haar hoofd naar achter en reikt ze met haar armen in de leegte. Van fysiek verzet tegen haar agressor is geen sprake. Tussen de benen van de jongeman, geklemd onder zijn achterwerk, zit de oudere man. Hij zit verslagen op de knieën terwijl hij zijn linkerhand beschermend voor zijn gezicht houdt. De uitdrukking op zijn gelaat is er een van angst en afgrijzen. Hij kijkt op, maar niet naar de vrouw die hem is ontrukt.
Op de rotsblokken onderaan bracht Giambologna zijn signatuur en datering aan: OPVS IOANNIS BOLONII FLANDRI MDLXXXII ('Werk van Jean Boulogne uit Vlaanderen 1582').
Het bronzen relëf op de sokkel (74 x 89 cm) toont Romeinen te voet en te paard die Sabijnse vrouwen roven. De achtergond wordt gevormd door een stedelijk perspectief dat Rome voorstelt.
|  |  |  |  |  |  |  |

## Voetnoten
1. 1 2  Gert Jan van der Sman en Bouk Wierda, "Wisselend succes. De loopbanen van Nederlandse en Vlaamse kunstenaars in Florence, 1450-1600" in: Kunst en Migratie. Nederlandse kunstenaars op drift, 1400-1750, eds. Frits Scholten e.a., 2014, p. 203
2. ↑  Dhanens 1956, p. 234
3. ↑  Dhanens 1956, p. 205, 318
4. ↑  Le due predette Figure che possono inferire il rapto d'Elena et forse di Prosperina [sic] o, d'una delle Sabine: eletto per dar campo alla sagezza et studio dell'arte sono alte [...], aangehaald in Dhanens 1956, p. 344
5. ↑  Episode verhaald in Ovidius, Metamorphoses, V.1-35
6. ↑  Cole 2008, p. 344